# Henry Eriksson
Henry Eriksson   (Avesta, 23 de gener de 1920 - Gävle, 8 de gener de 2000) va ser un atleta suec, especialista en curses de mig fons, que va competir durant la dècada de 1940.
El 1948 va prendre part en els Jocs Olímpics de Londres, on guanyà la medalla d'or en els 1.500 metres del programa d'atletisme.
En el seu palmarès també destaquen una medalla de plata en els 1.500 metres del Campionat d'Europa d'atletisme de 1946, a Oslo, i quatre campionats nacionals, un dels 1.500 metres i tres de relleu 4x1500. En aquesta darrera prova aconseguí el rècord del món junt a tres companys bombers del club d'atletisme de Gävle.
Eriksson va ser un dels tres portants de la flama olímpica en les proves d'hípica dels Jocs Olímpics d'Estiu de 1956 que es van disputar a Estocolm.

## Millors marques
- 1.500 metres. 3' 44.4" (1947)[1][5]